# Lijst van voetbalinterlands Burkina Faso - Gabon
Deze lijst van voetbalinterlands is een overzicht van alle officiële voetbalwedstrijden tussen de nationale teams van Burkina Faso en Gabon. De landen speelden tot op heden 22 keer tegen elkaar. De eerste ontmoeting was een kwalificatiewedstrijd voor de Afrika Cup 1990 op 9 oktober 1988 in Libreville. Het laatste duel, een achtste finale tijdens de Afrika Cup 2021, werd gespeeld in Limbe (Kameroen) op 23 januari 2022.

## Wedstrijden
| №  | Plaats             | Datum            | Competitie                   | Wedstrijd            | Uitslag |
| -- | ------------------ | ---------------- | ---------------------------- | -------------------- | ------- |
| 1  | Libreville         | 9 oktober 1988   | Afrika Cup 1990 kwalificatie | Gabon – Burkina Faso | 3 – 0   |
| 2  | Ouagadougou        | 23 oktober 1988  | Afrika Cup 1990 kwalificatie | Burkina Faso – Gabon | 1 – 0   |
| 3  | Libreville         | 4 december 1992  | Vriendschappelijk            | Gabon – Burkina Faso | 1 – 1   |
| 4  | Ouagadougou        | 22 december 1995 | Vriendschappelijk            | Burkina Faso – Gabon | 2 – 5   |
| 5  | Libreville         | 19 oktober 1996  | Vriendschappelijk            | Gabon – Burkina Faso | 2 – 0   |
| 6  | Cotonou            | 20 december 1996 | Vriendschappelijk            | Burkina Faso – Gabon | 1 – 1   |
| 7  | Ouagadougou        | 4 januari 1999   | Vriendschappelijk            | Burkina Faso – Gabon | 2 – 1   |
| 8  | Libreville         | 20 februari 1999 | Vriendschappelijk            | Gabon – Burkina Faso | 1 – 1   |
| 9  | Libreville         | 28 november 1999 | Vriendschappelijk            | Gabon – Burkina Faso | 3 – 2   |
| 10 | Ouagadougou        | 9 januari 2000   | Vriendschappelijk            | Burkina Faso – Gabon | 1 – 1   |
| 11 | Moanda             | 8 november 2003  | Vriendschappelijk            | Gabon – Burkina Faso | 0 – 0   |
| 12 | Cannes             | 6 september 2010 | Vriendschappelijk            | Burkina Faso – Gabon | 1 – 1   |
| 13 | Bitam              | 9 januari 2012   | Vriendschappelijk            | Gabon – Burkina Faso | 0 – 0   |
| 14 | Libreville         | 9 juni 2012      | WK 2014 kwalificatie         | Gabon – Burkina Faso | 1 – 0   |
| 15 | Ouagadougou        | 7 september 2013 | WK 2014 kwalificatie         | Burkina Faso − Gabon | 1 − 0   |
| 16 | Libreville         | 11 oktober 2014  | Afrika Cup 2015 kwalificatie | Gabon − Burkina Faso | 2 − 0   |
| 17 | Ouagadougou        | 15 oktober 2014  | Afrika Cup 2015 kwalificatie | Burkina Faso − Gabon | 1 − 1   |
| 18 | Bata               | 17 januari 2015  | Afrika Cup 2015              | Burkina Faso − Gabon | 0 − 2   |
| 19 | Libreville         | 18 januari 2017  | Afrika Cup 2017              | Gabon − Burkina Faso | 1 − 1   |
| 20 | Saint-Leu-la-Forêt | 10 oktober 2019  | Vriendschappelijk            | Burkina Faso − Gabon | 0 − 1   |
| 21 | Dubai              | 2 januari 2022   | Vriendschappelijk            | Gabon − Burkina Faso | 0 − 3   |
| 22 | Limbe              | 23 januari 2022  | Afrika Cup 2021              | Burkina Faso − Gabon | 1 − 1   |

## Samenvatting
| Competitie              | Totaal gespeeld | Winst Burkina Faso | Gelijk | Winst Gabon | Doelsaldo Burkina Faso – Gabon |
| ----------------------- | --------------- | ------------------ | ------ | ----------- | ------------------------------ |
| WK-kwalificatie         | 2               | 1                  | 0      | 1           | 1 − 1                          |
| Afrika Cup              | 3               | 0                  | 2      | 1           | 2 − 4                          |
| Afrika Cup-kwalificatie | 4               | 1                  | 1      | 2           | 2 − 6                          |
| Vriendschappelijk       | 13              | 2                  | 7      | 4           | 14 − 17                        |
| Totaal                  | 22              | 4                  | 10     | 8           | 19 − 28                        |

Wedstrijden bepaald door strafschoppen worden, in lijn met de FIFA, als een gelijkspel gerekend.
FBF · A-internationals · Olympisch elftal · Burkinees vrouwenelftal
1960 – 1969 · 
1970 – 1979 · 
1980 – 1989 · 
1990 – 1999 · 
2000 – 2009 · 
2010 – 2019 ·
2020 − 2029
Algerije ·
Angola ·
Bahrein ·
België ·
Benin ·
Botswana ·
Burundi ·
Centraal-Afrikaanse Republiek ·
Chili ·
Comoren ·
Congo-Brazzaville ·
Congo-Kinshasa ·
Djibouti ·
Egypte ·
Equatoriaal-Guinea ·
Ethiopië ·
Gabon ·
Gambia ·
Ghana ·
Guinee ·
Guinee-Bissau ·
Iran ·
Ivoorkust ·
Kaapverdië ·
Kameroen ·
Kazachstan ·
Kenia ·
Kosovo · 
Lesotho ·
Liberia ·
Libië ·
Madagaskar ·
Malawi ·
Mali ·
Marokko ·
Mauritanië ·
Mozambique ·
Namibië ·
Niger ·
Nigeria ·
Noord-Korea ·
Oeganda ·
Oezbekistan ·
Oman ·
Qatar ·
Senegal ·
Seychellen ·
Sierra Leone ·
Soedan ·
Swaziland ·
Tanzania ·
Togo ·
Tunesië ·
Zambia ·
Zimbabwe ·
Zuid-Afrika ·
Zuid-Korea ·
Zuid-Soedan
Nigeria (2013)
FGF · A-internationals · Selecties · Bondscoaches · Olympisch elftal · Gabonees vrouwenelftal
1960 – 1969 ·
1970 – 1979 ·
1980 – 1989 ·
1990 – 1999 ·
2000 – 2009 ·
2010 – 2019 ·
2020 − 2029
1960 · 
1961 · 
1962 · 
1963 · 
1964 ·
1965 · 
1966 · 
1967 · 
1968 ·
1969 · 
1970 · 
1971 · 
1972 · 
1973 ·
1974 ·
1975 ·
1976 · 
1977 · 
1978 · 
1979 · 
1980 · 
1981 · 
1982 · 
1983 · 
1984 · 
1985 · 
1986 · 
1987 · 
1988 · 
1989 · 
1990 · 
1991 · 
1992 · 
1993 · 
1994 · 
1995 · 
1996 · 
1997 · 
1998 · 
1999 · 
2000 · 
2001 · 
2002 · 
2003 · 
2004 · 
2005 · 
2006 · 
2007 · 
2008 · 
2009 · 
2010 · 
2011 · 
2012 · 
2013 · 
2014 ·
2015 ·
2016 ·
2017 ·
2018 ·
2019 ·
2020 ·
2021 ·
2022 ·
2023
Algerije ·
Andorra ·
Angola ·
België ·
Benin ·
Botswana ·
Brazilië ·
Burkina Faso ·
Burundi ·
Centraal-Afrikaanse Republiek ·
Comoren ·
Congo-Brazzaville ·
Congo-Kinshasa ·
Egypte ·
Equatoriaal-Guinea ·
Gambia ·
Ghana ·
Guinee ·
Guinee-Bissau ·
Ivoorkust ·
Kaapverdië ·
Kameroen ·
Kenia ·
Lesotho ·
Libanon ·
Liberia ·
Libië ·
Madagaskar ·
Malawi ·
Mali ·
Malta ·
Marokko ·
Mauritanië ·
Mauritius ·
Mozambique ·
Namibië ·
Niger ·
Nigeria ·
Oeganda ·
Oman ·
Portugal ·
Rwanda ·
Sao Tomé en Principe ·
Saoedi-Arabië ·
Senegal ·
Seychellen ·
Sierra Leone ·
Soedan ·
Swaziland ·
Tanzania ·
Thailand ·
Togo ·
Tsjaad ·
Tunesië ·
Verenigde Arabische Emiraten ·
Wit-Rusland ·
Zambia ·
Zimbabwe ·
Zuid-Afrika ·
Zuid-Soedan